# VästeråsIrsta HF
VästeråsIrsta HF, VIHF, är en svensk handbollsförening från Västerås i Västmanlands län. Föreningen bildades i maj 2011 genom en sammanslagning av de anrika Västeråsklubbarna IVH Västerås (tidigare Västerås HF, bildad 1934) och Irsta HF (bildad 1965). Föreningen är Västmanlands största inom handboll och är framgångsrik på både dam- och herrsidan på elitnivå.
VästeråsIrsta HF arrangerar ungdomsturneringen Irstablixten, Sveriges näst största handbollsturnering inomhus efter Lundaspelen.

## Bakgrund
Inför säsongen 1998/1999 genomfördes en sammanslagning av Irsta HF (bildad 1965) och Västerås HF (bildad 1934). Sammanslagningen kallades till en början Irsta Västerås Sealions, men ändrades efter en säsong till Irsta Västerås Handboll. Irsta HF och Västerås HF utgjorde ungdomsverksamheten medan Irsta Västerås Handboll endast hade seniorlagen.
Säsongen 2006/2007 drog sig Irsta HF ur samarbetet. Västerås HF, som stod ensam kvar, bytte då namn till IVH Västerås HK.

## Historia
Inför säsongen 2011/2012 slogs IVH Västerås HK och Irsta HF ihop igen och bildade VästeråsIrsta HF.

## Spelare i urval

### Damlaget
- Eva Agarsson (Olsson) (Irsta HF/Irsta Västerås Handboll: 1991–2001?)
- Alexandra Bjärrenholt (2011–2016)
- Hanna Daglund (–2013)
- Jessica Enström (Irsta HF: 1993–1997, Irsta Västerås Handboll/IVH Västerås: 2001–2009)
- Camilla Eriksson (Irsta Västerås Handboll: ?–2002)
- Hannah Flodman (–2017)
- Martina Thörn (–2015)

### Herrlaget
- Andreas Bamberg (–2006, 2011–2016)
- Martin Boquist (2010–2013)
- Johan Brännberg (2013–2015)
- Andreas Flodman (2012–2014)
- Alexander Stenbäcken (2014–2017)